# Comuna Luknove, Korop
Luknove (în ucraineană Лукнове) este o comună în raionul Korop, regiunea Cernihiv, Ucraina, formată din satele Cervonîi Lan și Luknove (reședința).

## Demografie
Componența lingvistică a comunei Luknove
     Ucraineană (90,23%)
     Rusă (7,85%)
     Alte limbi (1,39%)
Conform recensământului din 2001, majoritatea populației comunei Luknove era vorbitoare de ucraineană (90,23%), existând în minoritate și vorbitori de rusă (7,85%).